# Tunnel Club

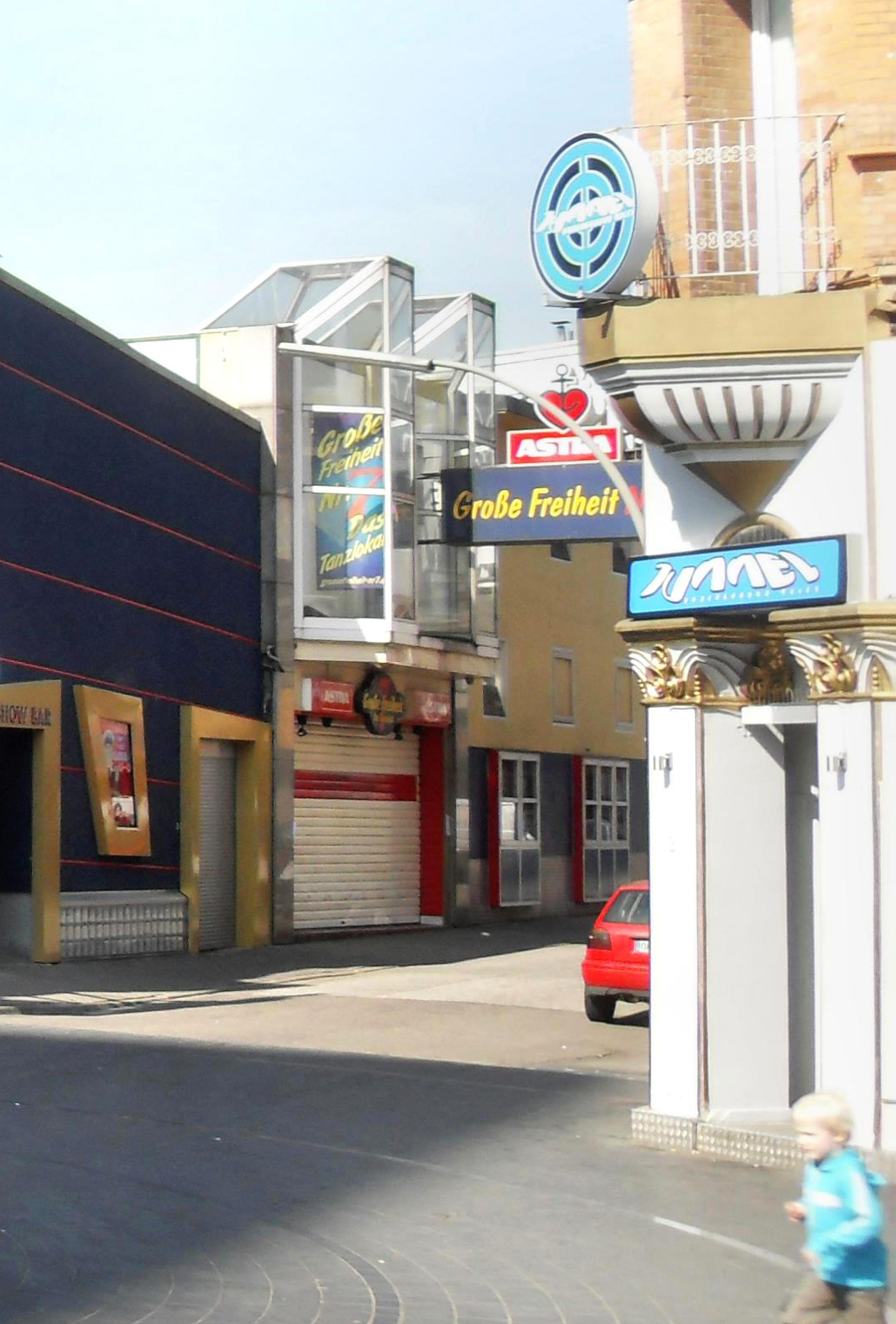
Tunnel Club an der Großen Freiheit (2009)

Der Tunnel Club ist ein Hardtrance-, Hardstyle-, Hardcore-, Uptempo- und Techno-Club in Hamburg und existiert seit November 1993. Der Tunnel, wie er meist vereinfacht genannt wird, hat immer freitags geöffnet (Stand September 2022). Zu den Resident DJs gehören DJ Dean, DJ Shoko, DJ Baphomet, DJ Olly, DJ Apollo und DJ Yanny.

## Geschichte
Georg Roll veranstaltete zunächst illegale Partys in einem ehemaligen Nachtclub in der Großen Freiheit Nr. 10, was zur Gründung der ersten Location führte. Das Musikprogramm wechselte immer mehr zu Hardtrance, was in dem Genre in der Zeit für Hamburg charakteristisch war. Der Club wurde im Mai 2000 vorübergehend die Konzession entzogen, nachdem dort bei einer Razzia eine größere Menge Ecstasy-Pillen gefunden wurde. Anschließend war der Club in wechselnden Locations beheimatet, zunächst an der Reeperbahn 1, dann am Hans-Albers-Platz, in der Seilerstraße, in der Großen Freiheit Nr. 7, am Beatles-Platz 1/Ecke Große Freiheit, in der Großen Freiheit 36 und in den Docks. 
Der Tunnel hatte regelmäßig einen eigenen Float auf der Loveparade und dem Hamburger Generation Move. 
Das zum Tunnel Club gehörende, hauseigene Label Tunnel Records veröffentlichte seit 1994 diverse Vinyl-Platten, Künstler-Alben und Compilations wie Tunnel Trance Force und DJ Networx. 2015 wurde das Label geschlossen.